# 에를렌바흐 임 지멘탈역
에를렌바흐 임 지멘탈역(독일어: Bahnhof Erlenbach im Simmental)은 스위스 베른주의 에를렌바흐 임 지멘탈 지자체에 있는 기차역이다. 슈피츠-츠바이지멘선의 중간 정류장이며, 지역 열차가 운행된다. 역은 슈토크호른반 케이블카의 계곡 역에서 동쪽으로 850미터 떨어져 있으며 슈토크호른 정상까지 연결된다.

## 운행편
다음 서비스는 에를렌바흐 임 지멘탈에서 정차한다.
- 레기오익스프레스 : 하루에 8편의 열차가 츠바이지멘과 슈피츠까지 운행하며, 슈피츠에서 인터라켄 동까지 4편의 열차가 계속 운행된다.
- 레기오 : 츠바이지멘과 베른까지 매시간 운행.